# Notre-Dame de Laghet

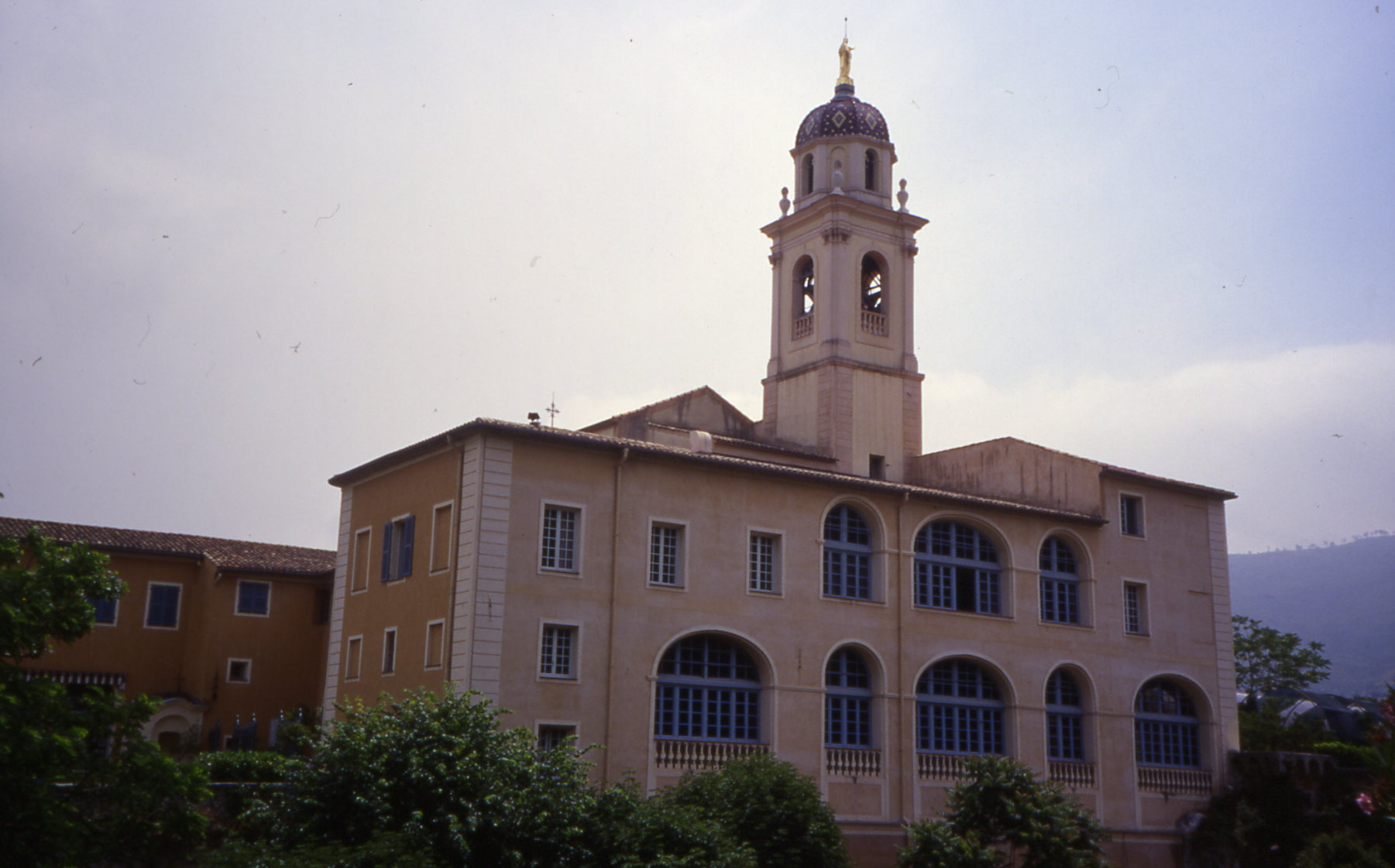
Notre-Dame de Laghet

Notre-Dame de Laghet (französisch auch: Sanctuaire de Laghet) ist seit 1652 ein römisch-katholischer Wallfahrtsort in La Trinité (Alpes-Maritimes), Bistum Nizza, in Frankreich. Der Ort war von 1674 bis 1903 ein Kloster der Unbeschuhten Karmeliten und beherbergt seit 1978 ein Priorat der Benediktinerinnen vom Heiligsten Herzen Jesu von Montmartre. 

## Geschichte

### Anfänge des Gnadenorts
Am Ort Laghet, 6 km östlich La Trinité, am oberen Ende des Flusstales Vallon de Laghet (mit dem Fluss Paillon de Laghet) und in geringer Entfernung, wenn auch lange Zeit ohne Straßenverbindung, zu La Turbie, stand seit langem eine Kapelle, die 1652 durch private Stifter zu einem Wallfahrtsort Unserer Lieben Frau ausgebaut und rasch durch Wundererzählungen berühmt wurde. Von Christina von Frankreich, Regentin von Savoyen, erfuhr er Förderung. Bischof Didier Palletis (1644–1655) von Nizza ordnete eine Untersuchung an, die 1653 zur kirchlichen Anerkennung führte.

### Der Klosterort
Es wurde eine Kirche im nisso-ligurischen Stil gebaut und 1656 eingeweiht. Auf Initiative von Bischof Henri Provana de Leyni (1671–1706) wurde der Ort 1674 von Turiner Karmeliten besiedelt, die sich (mit Unterbrechung 1792–1816) bis 1903 halten konnten, dann aber von der kongregationsfeindlichen Dritten Republik vertrieben wurden. Es gelang aber, dem französischen Staat das seit 1860 in seinem Besitz befindliche Klostergebäude abzukaufen und 1907 die Kirche wieder zu öffnen. Bischof Henri-Louis Chapon (1896–1925) richtete in Laghet ein kleines Seminar ein, das 1930 von Bischof Paul Rémond nach Cannes verlegt wurde. Laghet blieb Wallfahrts- und Exerzitienort. Nach Restaurierung der Kirche (ab 1964) berief Bischof Jean Mouisset (1963–1984) 1978 die (1898 von Adèle Garnier gegründeten) Benediktinerinnen vom Heiligsten Herzen Jesu von Montmartre, die den Ort heute noch betreuen. Von 2002 bis 2013 befand sich hier das Priesterseminar des Bistums.

### Der Einzugsbereich des Wallfahrtsortes
Da der Ort bis 1860 savoyisch-italienisch war, durch die Jahrhunderte auch von zahlreichen Mitgliedern des savoyischen Königshauses besucht wurde und der aus Camporosso bei Ventimiglia stammende heilige Francesco Maria da Camporosso sich für seine Heilung auf Notre-Dame de Laghet berief, wurde der Wallfahrtsort bis nach Turin und Genua bekannt. Noch heute befinden sich unter den jährlich 100 000 Pilgern viele Italiener. Besondere Bedeutung hat der Ort auch für das nahegelegene Monaco. 1952 wurden die Feierlichkeiten zum 300. Jahrestag in Anwesenheit des apostolischen Nuntius in Frankreich, des späteren Papstes Johannes XXIII., abgehalten.

### Votivbilder. Literarische Verarbeitung
Der Ort ist berühmt für seine mehr als 4000 Votivbilder, welche den Kreuzgang und ein Museum füllen. In Marcel Prousts Romanwerk Auf der Suche nach der verlorenen Zeit wird der Gnadenort erwähnt. Swanns Geliebte, Odette de Crécy, trägt ständig eine Notre-Dame de Laghet geweihte goldene Medaille bei sich, weil sie ihre einstige Heilung von tödlicher Krankheit in Nizza Unserer Lieben Frau von Laghet zuschreibt. Die Erzählung „Les pélérins piémontais“ von Guillaume Apollinaire spielt in Notre-Dame de Laghet.